# Kawata Atsushi
Atsushi Kawata (sinh ngày 18 tháng 9 năm 1992) là một cầu thủ bóng đá người Nhật Bản.

## Sự nghiệp câu lạc bộ
Atsushi Kawata đã từng chơi cho Albirex Niigata.